# Affirmation
Affirmation é o segundo álbum de estúdio da banda australiana Savage Garden, lançado em 1999.

## Vendas
O álbum vendeu mais de 9 milhões de cópias em todo o mundo e firmou a dupla como uma das mais bem sucedidas bandas australianas de todos os tempos, emplacando o single "I Knew I Loved You" no primeiro lugar da Billboard e permanecendo no Hot 100 por 124 semanas.
No ano 2000, foi lançada uma versão dupla do álbum, incluindo o disco bônus ao vivo Declaration, gravado durante a turnê Superstars and Cannonballs na Austrália.

## Faixas
1. "Affirmation" – 4:56
2. "Hold Me" – 4:50
3. "I Knew I Loved You" – 4:10
4. "The Best Thing" – 4:19
5. "Crash and Burn" – 4:41
6. "Chained to You" – 4:08
7. "The Animal Song" – 4:39
8. "The Lover After Me" – 4:50
9. "Two Beds and a Coffee Machine" – 3:27
10. "You Can Still Be Free" – 4:18
11. "Gunning Down Romance" – 5:34
12. "I Don't Know You Anymore" – 3:50
13. "The Animal Song (Hector Hex Club Mix)" (faixa bônus da versão australiana)

### Declaration
Gravado ao vivo no Brisbane Entertainment Centre, 20 e 21 de Maio de 2000.
1. "The Best Thing" – 5:24
2. "The Lover After Me" – 4:38
3. "I Don't Know You Anymore" – 3:37
4. "Two Beds and a Coffee Machine" – 1:46
5. "You Can Still Be Free" – 1:58
6. "Hold Me" – 4:52
7. "Gunning Down Romance" – 6:36
8. "Crash and Burn" – 5:13
9. "Chained to You" – 6:33
10. "I Knew I Loved You" – 8:05
11. "Affirmation" – 6:17

## Paradas
| País           | Parada | Posição | Certificação |
| -------------- | ------ | ------- | ------------ |
| Australia      | ARIA   | 1       | 8× Platina   |
| Canadá         | CRIA   | 1       | 2× Platina   |
| Estados Unidos | RIAA   | 6       | 3× Platina   |
| Reino Unido    | BPI    | 7       | 3× Platina   |
| Alemanha       | BVMI   | 11      | Ouro         |